# Веде
Веде (санскрит: वेद [véda] – „вид”, „знање”) су свете књиге брахмана у Индији које представљају најстарије споменике санскритске књижевности. Веде су најстарија забележена књижевност Индијаца, још свежа из прапостојбине Аријеваца, настала у времену од око 15. века п. н. е. Дело садржи читав поглед на свет ведског човека и његова знања и надања. У Ведама се, поред осталог, наслућују први почеци филозофске мисли. Веде су писане старијим типом санскрта који se назива ведским.
Према хиндуистичкој традицији, Веде су apauruṣeya композиције нељудског порекла, те се сматра да су непосредно обзнањене, и зато се називају śruti („оно што се чуло”). Ове текстове примили су или „видели” древни мудраци и потом их пренели људима. Брамани су чували ове текстове – то и данас чине – као усмену традицију рецитовања, која је преношена с једне на другу генерацију. Ведске мантре се рецитују у хиндуистичким молитвама, верским обредима и сличним приликама. Ови текстови су изузетно важни за индијски идентитет и пресудно су утицали на различите индијске школе, обезбеђујући снажан осећај континуитета са прошлошћу.
Филозофије и секте које су се развиле на индијском потконтиненту су заузеле различита стајалишта о Ведама. Школе индијске филозофије које цитирају Веде као верски ауторитет се класифицирају као „ортодоксне” (āстика). Две друге индијске филозофије, будизам и џаинизам, не прихваћају ауторитет Веда, те су еволуирале у посебне религије. У индијској филозофији те се групе називају „хетеродокснима” или „неведским” (nāstika) школама.

## Четири Веде
Постоје четири дела: Риг-веда, Сама-веда, Ајур-веда и Атхарва-веда. У ужем смислу, под Ведама се често мисли само на Риг-веду.
Од ове четири, прве три припадају првотној тројној подели, познатој као trayī, „тројка” Vidyā, односно, „тројна света наука” рецитовања химни (RV), приношења жртава (YV) и певања (SV). Такво тројство је уведено у Брахманама (и осталима), али Ригведа је једино оригинално дело од три, а све друге од ње углавном позајмљују.
Тако постоје три облика мантри, 1. Ric, које представљају похвалу у стиховима, и намењене су гласном рецитирању; 2. Yajus, које су у прози, и намењене су тихом рецитирању приликом жртвовања; 3. Sāman, које су у прози, те су намењене певању на Сома церемонијама. Јајурведа и Самаведа нису толико независне збирке молитви и химни колико посебне књиге молитви и химни, односно приручници за свештенике Адварју и Удгатр.
Атарваведа је коначно додана као четврта Веда. Њен статус вероватно није био потпуно прихваћен све до Манусмртија, који често говори о три Веде, називајући их trayam-brahma-sanātanam, „тројном светом Ведом”. Атарваведа је као и Ригведа збирка оригиналних химни помешаних с певањем, посуђујући мало од Рига и немајући много везе са жртвовањима, али за коју се претпоставља да самим рецитирањем може произвести дуг живот, излечити болести или произвести пропаст непријатеља.
Свака од четири Веде се састоји од мантри или Самхите у стиховима те прозног дела званог Брахмана, који даје детаљна упутства о цеременојима на којима се мантре користе и објашњење легенди везаних уз мантре. Оба дела се зову шрути, јер се за њих чуло, а није их измислио или написао човек. Свака од четири Веде је изгледа прошла кроз различите школе створивши тако различите рецензије текста. Свака има индекс или Анукрамани, а главно дело те врсте је општи Индкес или Sarvānukramaṇī.

## Историја
Веде су створили Аријци који су се из Персије преселили на северозапад Индије. Као и сам хиндуизам, и ови свети текстови имају многе културолошке и хронолошке слојеве. Неке ведске мисли толико су старе да одражавају иранско порекло, што значи да потичу из доба које је претходило миграцији Аријаца у Индију 1500. п. н. е. Остале ведске идеје развијале су се током боравка Аријаца у Долини Инда. Са почетком њихове превласти над различитим културама ове области, садржај ових текстова је апсорбован. Веда је четири и оне су најстарији најбитнији списи хиндуизма. Препуне су историјских, социолошких, религијских и лингвистичких информација о људима који су их саставили. Чине основу многих хиндуистичких верских концепата.
Значење речи веда јесте „знање”. Оно садржано у Ведама сматра се божанског порекла јер га је бог стваралац брахман открио групи надахнутих мудраца. ови мудраци, ришији, били су одговорни за преношење овог божанског дара човечанству.

## Преношење
Вековима су Веде преношене са учитеља на ученика усменим предањем. Чак и када је уведено писмо, постојао је снажан отпор њиховом записивању. Брахмини (свештеници) веровали су да моћ светих ведских химни лежи у традицији слушања текста, одакле и потиче назив ових химни – шрути, тј. оно што се чуло. Према брахминима, памћење Веда преко писане речи нема неку нарочиту верску снагу. Ипак, временом су, ради очувања ове свете химне записане на старом облику санскрита, данас названом ведским језиком.

## Риг Веда
Риг Веда је далеко најстарија збирка химни. Иако је немогуће одредити датум њеног настанка, научници га стављају у раздобље од 5000 до 900. п. н. е. За постојећи писани текст се претпоставља да постоји бар од 300. п. н. е. Риг веда садржи химне и хвалоспеве боговима.

## Јаджур Веда
Јаджур Веда састављена је око 700. п. н. е. Садржи варијанту текста Риг Веде. Уз то, садржи и појединости о извођењу жртвених обреда, градњи олтара и изговарању обредних израза. У ствари, то је приручник за брахмине.

## Сама Веда и Атхара Веда
Две преостале веде – Сама Веда и Атхара Веда – обухватају знатан део Риг Веде, а дају и додатне смернице за понашање свештеника. Ипак међу њима постоје и разлике. Делови Сама Веде, на пример, усмерени су на жртвовања Соми, богу усхићења и пијанства, чије се обожавање развило из неоткривеног пића сличног опијату добијеном из једне врсте дивљих печурака. Химне Атхара Веде много више се баве чинима, чаролијама и враџбинама. Ови магијски обреди могу имати двоструку намену: за излечење, лековити, а ту спадају љубавни напици, лекови за све болести и благослови, а могу бити и негативне природе, када се користе за призивање несреће или болести непријатељима.
Рана ведска религија усредсређена је на божанску моћ. Богови названи деве сачињавали су пантеон божанских моћника. Није био важан број богова, већ њихова улога и начин на који су спојени са природним догађајима или феноменима. Деве су, према месту свог деловања, подељене на небеске, ваздушне и земаљске.